# À travers le Hageland 2022
La 17e édition d'À travers le Hageland, une course cycliste masculine sur route, a lieu en Belgique le 11 juin 2022. L'épreuve est disputée sur 181,6 kilomètres entre Aarschot et Diest. Elle fait partie du calendrier UCI ProSeries 2022 (deuxième niveau mondial) en catégorie 1.Pro et de la Coupe de Belgique de cyclisme sur route 2022.

## Équipes participantes
| WorldTeams (7)- Quick-Step Alpha Vinyl - Lotto-Soudal - Intermarché-Wanty-Gobert Matériaux - Cofidis - Israel-Premier Tech - BikeExchange-Jayco - UAE Team Emirates ProTeams (6)- Uno-X Pro Cycling Team - Alpecin-Fenix - Bingoal Pauwels Sauces WB - Sport Vlaanderen-Baloise - B&B Hotels-KTM - Arkéa-Samsic Équipes continentales (4)- Geofco Doltcini Matériel-vélo.com - Minerva Cycling Team - Tarteletto-Isorex - Baloise Trek Lions Équipe de cyclo-cross- Pauwels Sauzen-Bingoal |
| |

## Classements

### Classement final
| \| Classement général \| Classement général \| Classement général \| Classement général \| Classement général \| \| Coureur \| Coureur \| Pays \| Équipe \| Temps \| \| ------------------ \| ------------------ \| ------------------ \| ---------------------------------- \| ------------------ \| \| 1er \| Oscar Riesebeek \| Pays-Bas \| Alpecin-Fenix \| 4 h 06 min 59 s \| \| 2e \| Gianni Vermeersch \| Belgique \| Alpecin-Fenix \| + 1 s \| \| 3e \| Florian Sénéchal \| France \| Quick-Step Alpha Vinyl \| + 3 s \| \| 4e \| Stan Van Tricht \| Belgique \| Quick-Step Alpha Vinyl \| + 6 s \| \| 5e \| Loïc Vliegen \| Belgique \| Intermarché-Wanty-Gobert Matériaux \| + 6 s \| \| 6e \| Arnaud De Lie \| Belgique \| Lotto-Soudal \| + 6 s \| \| 7e \| Tom Devriendt \| Belgique \| Intermarché-Wanty-Gobert Matériaux \| + 6 s \| \| 8e \| Piet Allegaert \| Belgique \| Cofidis \| + 6 s \| \| 9e \| Clément Russo \| France \| Arkéa-Samsic \| + 9 s \| \| 10e \| Rasmus Tiller \| Norvège \| Uno-X Pro Cycling Team \| + 9 s \| |                   |          |                                    |                 |
| |                   |          |                                    |                 |
| Source : ProCyclingStats |                   |          |                                    |                 |
| Classement général |                   |          |                                    |                 |
| Coureur | Coureur           | Pays     | Équipe                             | Temps           |
| 1er | Oscar Riesebeek   | Pays-Bas | Alpecin-Fenix                      | 4 h 06 min 59 s |
| 2e | Gianni Vermeersch | Belgique | Alpecin-Fenix                      | + 1 s           |
| 3e | Florian Sénéchal  | France   | Quick-Step Alpha Vinyl             | + 3 s           |
| 4e | Stan Van Tricht   | Belgique | Quick-Step Alpha Vinyl             | + 6 s           |
| 5e | Loïc Vliegen      | Belgique | Intermarché-Wanty-Gobert Matériaux | + 6 s           |
| 6e | Arnaud De Lie     | Belgique | Lotto-Soudal                       | + 6 s           |
| 7e | Tom Devriendt     | Belgique | Intermarché-Wanty-Gobert Matériaux | + 6 s           |
| 8e | Piet Allegaert    | Belgique | Cofidis                            | + 6 s           |
| 9e | Clément Russo     | France   | Arkéa-Samsic                       | + 9 s           |
| 10e | Rasmus Tiller     | Norvège  | Uno-X Pro Cycling Team             | + 9 s           |

### Classements UCI
La course attribue des points au Classement mondial UCI 2022 selon le barème suivant.
| Position           | 1er | 2e  | 3e  | 4e  | 5e | 6e | 7e | 8e | 9e | 10e | 11e | 12e | 13e | 14e | 15e | 16e à 30e | 31e à 40e |
| Classement général | 200 | 150 | 125 | 100 | 85 | 70 | 60 | 50 | 40 | 35  | 30  | 25  | 20  | 15  | 10  | 5         | 3         |